# Сухово-Кобылин, Фёдор Васильевич
Фёдор Васильевич Сухово-Кобылин (1675 — не ранее 1742) — действительный статский советник, главный судья (директор) Ямской канцелярии. Участник многих войн XVII—XVIII веков.

## Биография
Сын Сухово-Кобылина Василия Михайловича, служившего писцом и межевщиком в г. Старица и Старицком уезде (1686).
Службу начал жильцом. С 1695 года «из житья» состоял в полковой службе. Участник Русско-турецкой войны 1686—1700 гг.: в Казыкерменском походе 1695 года воеводы боярина Б. П. Шереметева участвовал в сражении под крепостью Казыкермен и др. сражениях; в Азовском походе 1697 года был в полку воеводы А. С. Шеина. В 1698 году был под Воскресенским монастырем против московских стрельцов в том же полку. Участник Северной войны 1700—1721 гг.: в 1700 в сражении под Нарвой в полку воеводы Ф. А. Головина; в 1703 воевода г. Ржева-Владимирова; в том же — 1703 году, произведён поручиком полка полковника Юрья Буша, с которым в 1704 отправлен в действующую армию и участвовал при втором штурме Нарвы; в том же — 1704, отослан в Москву, где был определен в Казань офицером сформированного в 1705 пехотного полка подполковника кн. Ю. В. Долгорукова; в 1706 с тем полком прибыл в Москву. Определён поручиком в Ростовский драгунский полк, в котором служил безотлучно по 1721 год: в 1707 пожалован капитаном; с декабря 1708 произведен премьер-майором «и был в баталиях, акциях, штурмах, и в Померании при атаках Штральзундской и Штеттинской, и в Голштинии при Теннингской, и в других прилучающихся партиях и командах по нарядам был же […] и двоекратно ранен». По смотру 1721 года пожалован подполковником и назначен в Мундирную канцелярию Комиссариатской конторы, «при которой отправлял мундирные и амуничные вещи на всю кавалерию». Помещик сц. Волково, сц. Пестриковское c пуст. Пестрецово в Тверском уезде; в 1721 г. за ним «крестьян в Тверском, в Ржевском уездах 20 дворов», детей у него «Василий 9 лет, учится русской грамоте». От Военной коллегии 22.02/04.04.1722 назначен обер-кригс-комиссаром к «баталионом, которые ныне во Твери и в других городех по Волге». Участвовал в Персидском походе 1722—1723 гг. и служил в Низовом [Персидском] военном корпусе в Астрахани по 1727 год, отвечая за снабжение армии обмундированием, обувью и снаряжением; выданы ему 24.09.1722 деньги «на покупку лошадей у калмыков»; в октябре 1722 подавал челобитную ц. Петру I о выплате жалованья; в 1725 в Астрахани возглавляет канцелярию правителя в связи с убытием ген.- майора графа Шереметева, участвовал в следственном деле о лжецаревиче Алексее Петровиче. С 1728 по 1732 год в чине полковника и в должности обер-кригс-комиссара служил правителем Канцелярии полевой и ландмилицкой комиссий в Украинском ландмилицком корпусе, занимаясь вопросами организации развертывания и снабжения корпуса; поручено ему 5.03.1729 заведование 4-х гривенным сбором с Азовской и Киевской губ. на содержание Украинской ландмилиции. В 1732 был назначен чл. Юстиц-конторы, где служил до начала 1735 года, полковник. Указами Анны Иоанновны от 27.08/30.09.1734 назначен на должность Главного судьи [обер-кригс-комиссара] Канцелярии конфискации вместо бригадира Ивана Безобразова. После объединения Канцелярии конфискации и Доимочного приказа [январь 1736] c 27.01.1736 назначен чл. Московской конторы Генерального кригс-комиссариата на должность генерал-провиантмейстера в звании обер-кригс-комиссара. С оставлением в должности 11.03.1736 назначен и. д. обер-комиссара Счетной конторы Московского комиссариата при Военной коллегии и велено быть до указа. В период Русско-турецкой войны 1736—1739 гг., по указу Анны Иоанновны от 22.03.1736, был назначен в Украинский корпус в Походный комиссариат действующей армии из обер-кригс-комиссаров в генерал-провиантмейстеры-лейтенанты. В 1737 сначала состоял при корпусе в походе ген.-фельдмаршала графа фон Миниха, взявшего Очаков, а затем, по указу Военной коллегии, был определен в корпус ген.-фельдмаршала фон-Ласси, совершавшего поход в Крым, правителем обер-штер-кригс-комиссарской должности, и был в Азове по 1738 год. Затем прибыл в С.-Петербург, где в течение года проводился аудит его деятельности в Кригс-комиссариате: «в 738 г. от той комиссии сменён и прислан, для счета, в С.-Петербург, в Счетную экспедицию, в которой и сочтён, и во оных комиссиях произвел он в заплату близ 3 000 000 и по счете начета и подозрения никакого не явилось». Из обер-кригс-комиссаров с 10.07.1739 назначен на должность главного судьи С.-Петербургской конторы Ямской канцелярии. С 29.10.1739 года отставлен от военной службы, с пожалованием чина статского советника и оставлением в должности главного судьи Ямской канцелярии. Указом регентши Анны Леопольдовны от 2.09.1741, за долголетнюю беспорочную службу пожалован в действительные статские советники. В числе представителей 36 родов знатного российского шляхетства 25 апреля 1742 года возглавлял род Сухово-Кобылиных в церемонии торжественного коронования имп. Елизаветы Петровны в Успенском соборе Московского Кремля.